# 슈난시
슈난시(일본어: 周南市)는 일본 야마구치현 동부에 있는 시이다. 야마구치현 제4의 도시로 야마구치현 동부의 핵심을 담당하는 도시 중 하나이다. 2003년 4월 21일에 도쿠야마시, 신난요시, 구마게정, 가노정 등 4개 시·정이 합병하여 슈난시가 신설되었다. 시의 이름은 과거 야마구치현 지역에 있던 스오국의 남쪽을 의미한다.

## 지리
현 경계와 가까운 북부는 주고쿠 산지의 일부에 해당하고 니시키강의 상류에 해당하는 가노 분지 등에서는 겨울에 적설이 있다. 한편 세토 내해와 접한 남부에는 평야가 펼쳐져 기후도 비교적 온난하고 적설은 1년에 몇 차례 정도이다.
아오야마정, 긴자, 신주쿠도리, 하라주쿠, 하루미, 유라쿠초, 요요기도리 등 도쿄의 지명이 주거 표시에 많이 사용되고 있으며, 이들은 제2차 세계 대전 직후의 구획 정리로 탄생한 지명이다. 덧붙여서 교외에는 사쿠라기정이나 요코하마, 가와사키 같은 지명도 있다.

## 인접하는 자치체
- 야마구치시
- 구다마쓰시
- 히카리시
- 호후시
- 이와쿠니시
- 시마네현 가노아시군 요시카정

## 역사
태평양 전쟁 전에는 슈난시의 모체가 된 구 도쿠야마시에 일본 해군 연료창이 있었고 이와 관련해 석유 정제 관계 산업이 발달했다. 오쓰섬에는 구 일본 해군의 인간 어뢰 가이텐 특공 기지가 있었고 지금도 그 기념관이 있다.
2003년 4월 21일에 도쿠야마시, 신난요시, 구마게군 구마게정, 쓰노군, 가노정이 합병(신설 합병)해 슈난시가 탄생했다.

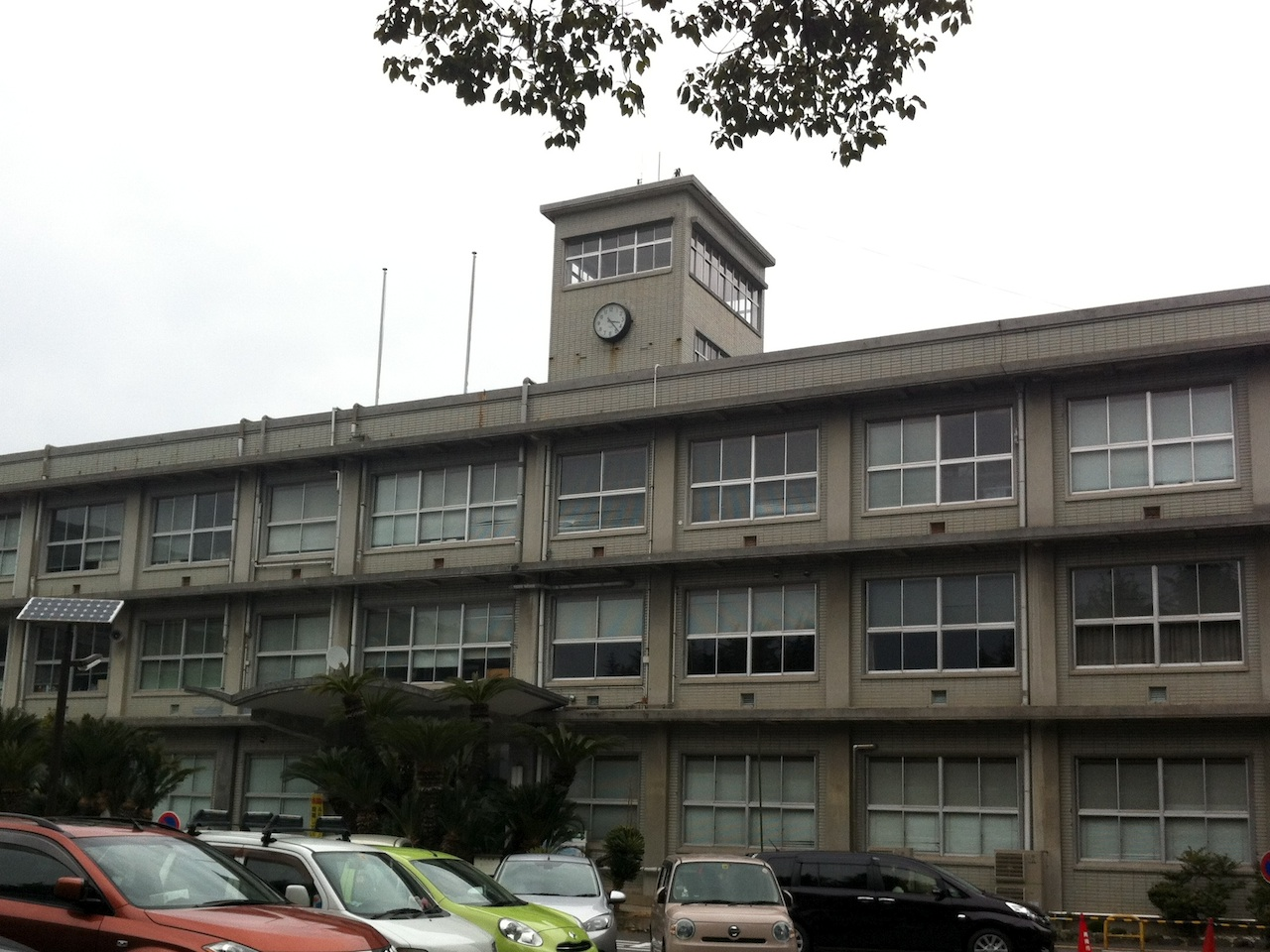
슈난시청

## 교통

### 철도
- 서일본 여객철도
  - 산요 신칸센
  - 산요 본선
  - 간토쿠선

### 도로
- 서일본 고속도로
  - 주고쿠 자동차도
  - 산요 자동차도
- 국도 제2호선
- 국도 제315호선 (일본)(일본어판)
- 국도 제376호선 (일본)(일본어판)
- 국도 제434호선 (일본)(일본어판)
- 국도 제489호선 (일본)(일본어판)

## 인구
| 연도                         | 인구    | ±%      |
| ---------------------------- | ------- | ------- |
| 1940                         | 12,993  | —       |
| 1950                         | 17,191  | +32.3%  |
| 1960                         | 133,729 | +677.9% |
| 1970                         | 146,312 | +9.4%   |
| 1980                         | 166,318 | +13.7%  |
| 1990                         | 164,594 | −1.0%   |
| 2000                         | 157,383 | −4.4%   |
| 2010                         | 149,508 | −5.0%   |
| Shūnan population statistics |         |         |

## 자매 도시
- 네덜란드 델프질
- 오스트레일리아 타운즈빌
- 브라질 상베르나르두두캄푸